# 池島大介
池島（石田） 大介（いけしま（いしだ） だいすけ、1975年1月30日 - ）は、日本の陸上競技選手。専門は競歩。石川県出身。石川県立七尾工業高等学校、日本大学文理学部卒業。長谷川体育施設に所属した。

## 経歴
10km競歩、15km競歩、20km競歩の元日本記録保持者。10000m競歩、20000m競歩、20km競歩の日本ジュニア記録、10km競歩、15km競歩、20km競歩、30km競歩の日本学生最高記録、10000m競歩、20000m競歩の日本高校最高記録を樹立するなど、名実ともに日本を代表する競歩選手として長く活躍。アトランタオリンピック、シドニーオリンピック、1995年世界陸上競技選手権大会、1999年世界陸上競技選手権大会などにも日本代表として出場し、1999年ユニバーシアードでは銅メダルを獲得した。
1998年全日本50km競歩高畠大会の男子20km競歩で日本選手初の1時間20分突破となる1時間19分50秒をマークした。
2014年4月から2017年3月まで石川県立津幡高等学校教員。
現在は金沢マラソン事務職員。